# Халиуллин, Мисбах Халиуллович
Мисбах Халиуллович Халиуллин (тат. Мисбах Хәлиулла улы Хәлиуллин, 1916—1983) — Герой Советского Союза. Командир эскадрильи штурмового авиационного полка, капитан.

## Биография
Родился 12 марта 1916 года в селе Сугушла Бугульминского уезда Самарской губернии, ныне Лениногорского района Татарстана. По национальности татарин. После семилетки разнорабочий в местном колхозе. В 1934 году окончил Мензелинский сельхозтехникум и работал в Набережночелнинском райземотделе по полученной специальности. В 1936 году по комсомольскому набору поступил в лётную школу. После её окончания участвовал в подготовке пилотов на курсах.
Когда началась Великая Отечественная война, просился на фронт, но пришлось ещё почти два года заниматься очень важным делом — повышением лётного и боевого мастерства молодых лётчиков. И потому только с мая 1943 года направлен на фронт. Командуя эскадрильей 783-го штурмового полка, капитан Халиуллин проявил себя умелым и заботливым руководителем, талантливым воспитателем молодёжи, лётчиком-штурмовиком самой высокой квалификации. Выполняя очередные задания командования, он находил неординарные, почти каждый раз новые пути их решения. Так, направляясь с эскадрильей на разгром скопления военной техники и войск врага у города Волковыск Гродненской области, лётчики пересекли линию фронта, будто держа курс в другой район, а затем, сделав резкий разворот, неожиданно для немцев вышли на цель. Только в ходе четвёртого захода наших штурмовиков зенитчики врага опомнились. Но было уже поздно. Наши отбомбились и повернули домой, в свой полк. Халиуллинцы помогали пехоте наступать, штурмуя оборонительные рубежи гитлеровцев, артиллеристам — громить вражеский войска на позициях, танковой бригаде — вырваться из окружения… Они «утюжили» танковые колонны немцев, его эшелоны на железнодорожных станциях или в пути. Даже в сложных метеоусловиях им удавалось добиваться больших боевых успехов. К апрелю 1945 года эскадрилья Халиуллина М. Х. совершила 88 боевых вылетов, в 16 боях сбили 3 самолёта. И родина отметила высокими наградами лётчиков эскадрильи. Пятерым из них во главе с командиром было присвоено звание Героя Советского Союза.
После окончания Великой Отечественной войны Халиуллин М. Х. продолжал передавать свой богатый опыт молодым лётчикам. Уйдя в запас, подполковник Халиуллин жил в Казани. Умер 18 апреля 1983 года в Казани.

## Награды
Указом Президиума Верховного Совета СССР от 18 августа 1945 года Халиуллин Мисбах Халиуллович удостоен звания Герой Советского Союза.

## Память
В Бугульме установлен бюст Героя. Одна из улиц города Лениногорска носит его имя. Обелиск на Аллее Героев в городе Лениногорск.